# Museo Opificio Rubboli
Il Museo Opificio Rubboli si trova nel comune di Gualdo Tadino, aperto nel 2015 nei locali della manifattura ottocentesca di maioliche a lustro, conserva gli antichi forni a muffola, realizzati seguendo il disegno del trattatista rinascimentale Cipriano Piccolpasso (1558).
L’apparato produttivo originale che comprende torni, vasche, mensole, forni, oltre a stampi, utensili, ossidi e pigmenti, restituisce un vero brano di histoire événementielle, nella sua rispondenza a un ambiente reale di centocinquanta anni fa.
Le sale espositive coincidono quindi con i luoghi in cui furono realizzate le ceramiche appartenenti alla collezione museale.

## La storia
La manifattura Rubboli era dedita alla fabbricazione di maioliche a lustro oro e rubino che replicavano a livello tecnico e stilistico quelle del celebre ceramista rinascimentale Maestro Giorgio Andreoli (Intra, 1465-70 – Gubbio, 1533). 
Nacque ad opera di Paolo Marino Rubboli (Fiorenzuola di Focara, 1838 – Gualdo Tadino, 1890), un pioniere del revival del lustro nel XIX secolo.
Anche il fratello maggiore di Paolo, Vincenzo Rubboli (Fiorenzuola di Focara 1835 – Roma 1896), ebbe con tutta probabilità un ruolo significativo nella fondazione della ditta, quando nel 1863, mentre si trovava a Fabriano presso la fabbrica Miliani, scrisse alla Ferniani di Faenza, proponendo una formula per il lustro già sperimentata con successo. Dieci anni più tardi sarà Paolo ad avanzare un’offerta simile allo stesso destinatario.
Paolo Rubboli si stabilì a Gualdo Tadino nel 1875, iniziando a lavorare nell’ex convento di San Francesco, in un’impresa di cui era titolare il collezionista e mercante d’arte antica, Marcello Galli Dunn. Tale sodalizio ebbe vita breve, terminando l’anno successivo. L’attività venne quindi rilevata da Paolo che, forse con il sostegno economico del fratello, riuscì ad affermarsi nella realizzazione di pregiate maioliche neo-rinascimentali, impiegando una tecnica da poco riscoperta dopo un oblio di due secoli e mezzo. Nel suo progetto fu affiancato dalla terza moglie, la ceramista Daria Vecchi Rubboli (Fabriano,1853 – Gualdo Tadino 1929) che ne condivideva la passione e quei segreti di bottega, senza i quali il lustro non sarebbe riuscito.
Nel 1878 furono donati alla municipalità di Gualdo Tadino due piatti da parata, uno con lo stemma comunale e l’altro con la Bottega del pittore Matteo da Gualdo, firmati sul verso con la frase “Giuseppe Discepoli pinse, Paolo Rubboli iridiò”. La donazione era accompagnata da una lettera di Paolo, utile per ricostruire le vicende riguardanti la genesi della manifattura e comprendere l’entusiasmo dei ceramisti che avevano contribuito alla riscoperta del lustro.
Nel 1882 il contratto di affitto con il comune per i locali dell’ex convento di San Francesco venne rescisso e la manifattura cambiò sede, insediandosi dove attualmente sorge il museo, su un terreno in Via del Reggiaro che successivamente si chiamò Via del Forno, mentre attualmente corrisponde a Via Discepoli. La costruzione del nucleo iniziale dell’opificio, con i forni a muffola e l’abitazione di famiglia in un settore distinto, avvenne dal 1882 al 1884 e nel frattempo l’ex convento di San Nicolò, ora non più esistente, ma un tempo situato nei paraggi, fungeva da deposito e laboratorio.
Paolo scomparve improvvisamente nel 1890, un anno dopo la morte del suo primogenito Alessandro (Pesaro 1865 – Gualdo Tadino 1889), avuto dalla prima moglie Amalia Giammarchi (Pesaro, 1841-1867) e documentato alla Rubboli come pittore.
La direzione passò quindi a Daria, che continuò e incrementò la produzione, ottenendo diversi riconoscimenti. Successivamente, dopo la prima guerra mondiale, le subentrarono i figli Lorenzo (Gualdo Tadino, 1884-1943) e Alberto (Gualdo Tadino, 1888-1975), mentre il maggiore, Augusto (Gualdo Tadino 1878 - Cassano d’Adda 1931) seguirà un'altra strada.
Negli anni venti del XX secolo la ragione sociale della ditta venne modificata in Società Ceramica Umbra (SCU), convergendo nel Consorzio Italiano Maioliche Artistiche (CIMA) per qualche anno, fino al 1931.
In questa fase l’opificio fu ingrandito, con l’aggiunta di nuovi ambienti e di altri forni a muffola. Inoltre i fratelli costruirono le proprie abitazioni nelle immediate vicinanze. Si produceva a pieno ritmo, con una sede distaccata a Gubbio, diretta da Lorenzo Rubboli, che ebbe però breve durata.
La crisi finanziaria del 1929 influì su molte imprese all’epoca, risultando particolarmente gravosa per la Rubboli che esportava i propri manufatti in Europa e oltreoceano. Ciò comportò un ridimensionamento dell’attività per far fronte alla difficoltà dell’azienda, con la decisione di recedere dal consorzio.
Molto presto, per ragioni di incompatibilità, i fratelli ritennero di separarsi, dando vita a due ditte distinte, con la ripartizione di sale e forni, ma anche di stampi e spolveri.
La ditta di Lorenzo Rubboli, dopo la morte del titolare nel 1943, passò alle figlie Livia, Gina e Ivana che la tennero in vita fino al 1955. Quella di Alberto Rubboli proseguì invece oltre la sua scomparsa nel 1975, ad opera delle figlie Laura e Edda e successivamente dei nipoti, giungendo fino agli anni novanta del XX secolo.  In seguito alla chiusura definitiva della manifattura degli eredi di Alberto a causa dei danni provocati dal sisma del 1997, iniziarono le trattative per l’acquisto e il restauro dell’immobile da parte del comune di Gualdo Tadino.  L’ideazione e la promozione del progetto museale vanno attribuite a Maurizio Tittarelli Rubboli, figlio di Gina Rubboli e nipote di Lorenzo, dalla cui collezione provengono le maioliche presenti nelle sale del Museo Opificio Rubboli.
Il sistema tradizionale di lavorazione, praticato ininterrottamente per tutta la durata della manifattura, ha consentito la conservazione della struttura e degli impianti originari, salvati e valorizzati dalla conversione dell’opificio in museo.

## Sale Espositive

### Sala Paolo Rubboli –Sala della Foggiatura

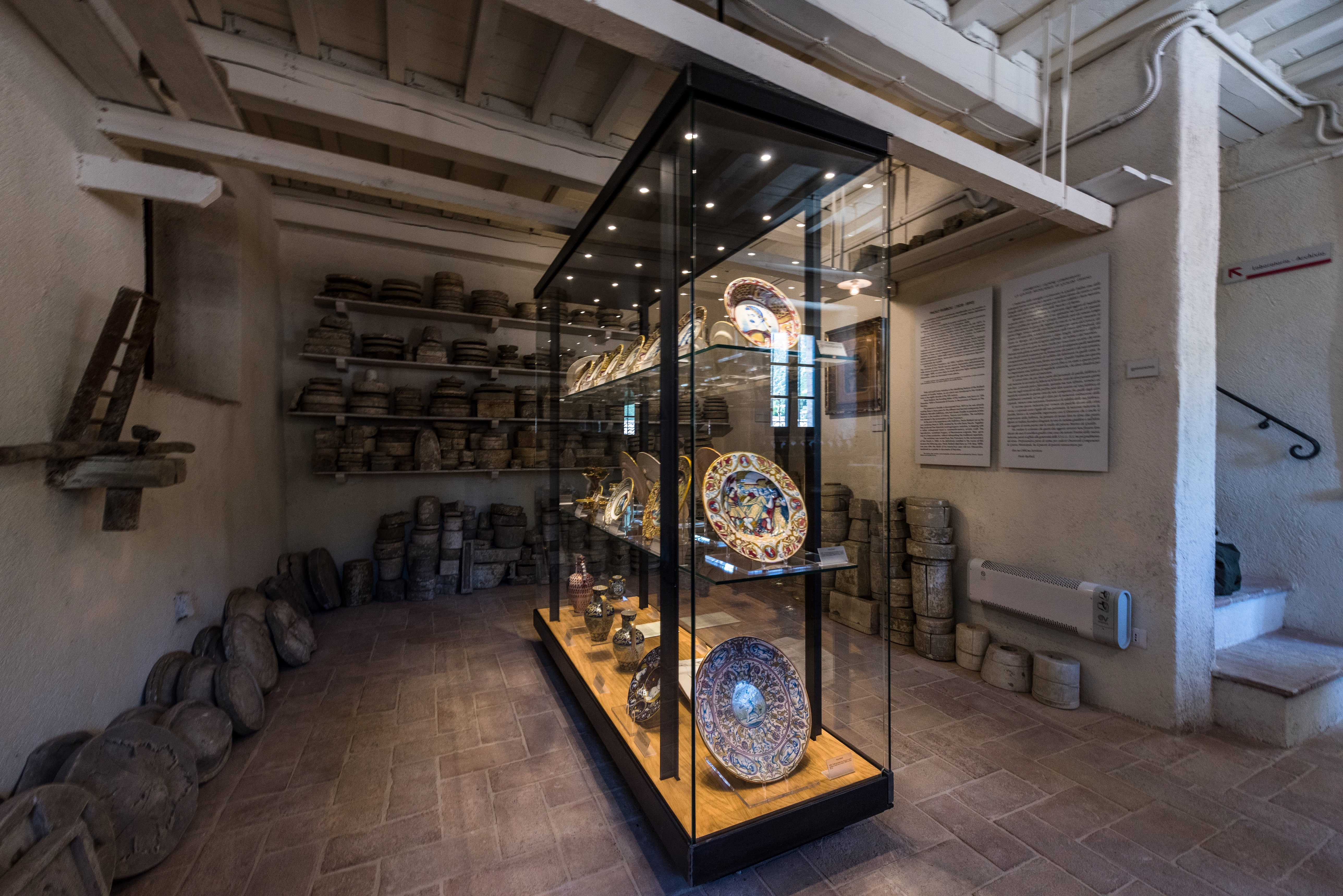
Sala della Foggiatura

La sala, che costituisce l’inizio del percorso museale, è l’unica ad affacciarsi sulla strada piuttosto che sul cortile interno, diversamente dagli altri ambienti dell’edificio. Presenta un tornio con due ruote, i rispettivi sedili e vari piani di appoggio, oltre a mensole con stampi, una light box con la fotografia di un momento di vita dell’opificio negli anni quaranta, il ritratto fotografico di Paolo Rubboli e la copia anastatica della lettera che Paolo inviò alla municipalità nell’agosto del 1878.
Nella vetrina centrale si trovano le maioliche più antiche della collezione, appartenenti alla fase iniziale della manifattura, tra le quali va menzionato un servizio di piatti e vassoi da portata in terraglia, con busti-ritratto di imperatori romani. Sono presenti anche opere appartenenti ad altre ditte coeve, come la Ginori di Doccia, la Miliani di Fabriano e la Farina di Faenza.
Accanto alle ceramiche è esposta anche un’edizione a stampa del 1879 del trattato di Cipriano Piccolpasso, Li tre libri dell’arte del vasaio (1558). Il volume, fonte di ispirazione indispensabile nella riscoperta della tecnica del lustro, è aperto sulla tavola che riproduce dettagliatamente il forno a muffola della bottega del figlio di Mastro Giorgio, Vincenzo, così come lo vide lo stesso Piccolpasso.

### Sala Daria Rubboli –Sala della Formatura

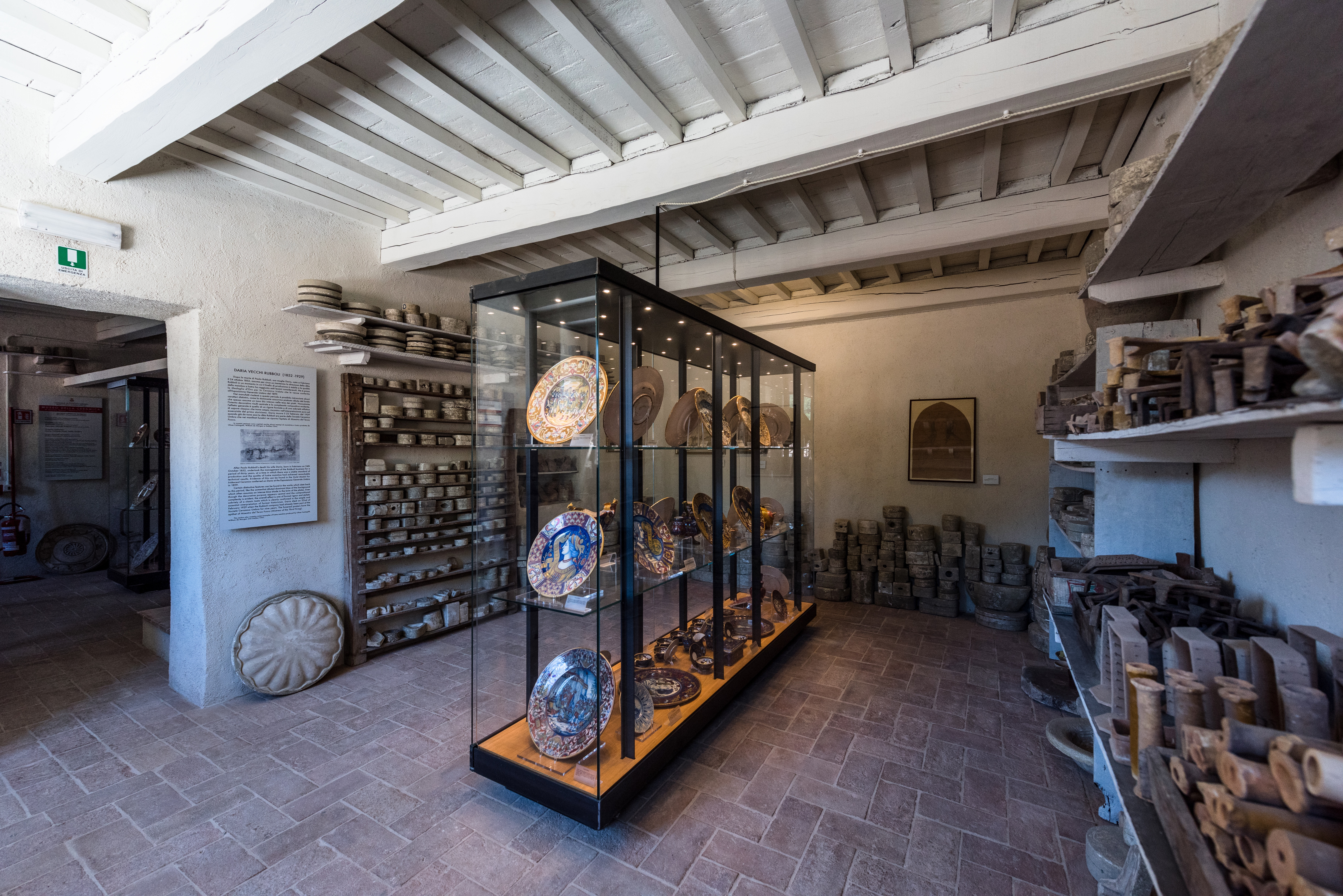
Sala della Formatura

La seconda sala, oltre agli stampi in gesso, alle foto di famiglia, ai disegni e al Diploma per la Maiolica Iridiata che Daria ottenne nel 1899, contiene in una parte della vetrina alcune maioliche a lustro della fase di Paolo. Tra queste compare il piatto con Cristo nella casa del Fariseo, copia dell’originale cinquecentesco di Maestro Giorgio, attualmente al Metropolitan Museum di New York. La maggior parte delle opere in mostra appartiene però al periodo in cui la manifattura era diretta da Daria Rubboli, dal 1890 al 1920.
Vi sono inoltre due mattonelle (una di William de Morgan, l’altra di Galileo Chini), un vasetto e un piatto entrambi di Ulisse Cantagalli, ad attestare il fascino esercitato dal terzo fuoco sugli artisti delle Arts & Crafts e dell’Art Nouveau.

### Sala Società Ceramica Umbra –Sala della Fornace

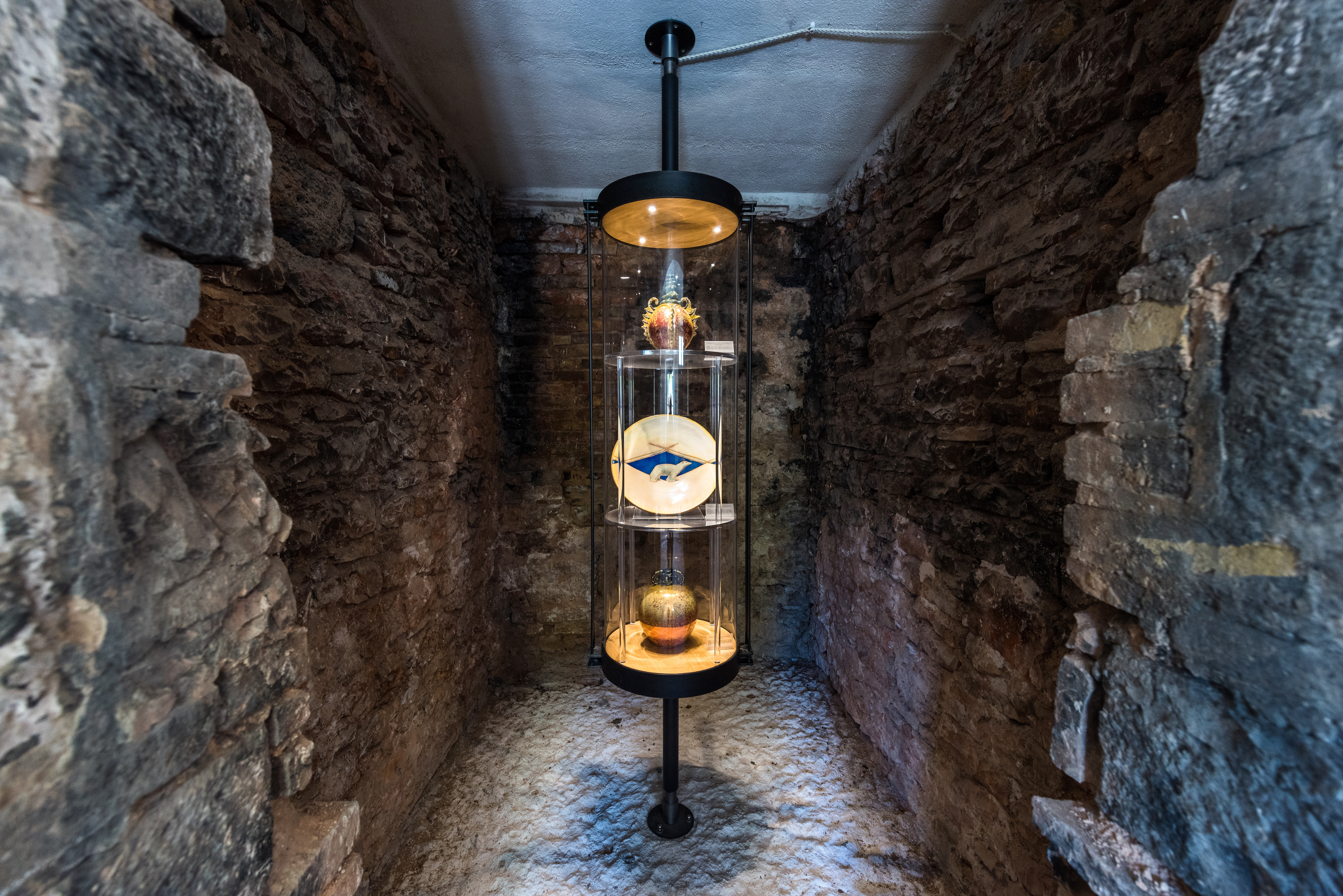
Sala della Fornace

L’ambiente ospita quel che resta della fornace per il primo e il secondo fuoco, oltre a disegni e qualche elemento di arredo. Vi sono contenuti i lavori della manifattura che negli anni venti assunse la denominazione di Società Ceramica Umbra, dando inizio a procedimenti sperimentali - come l’applicazione dell’impasto per il lustro ad aerografo - e introducendo forme e decorazioni influenzate dal modernismo. Protagonista di tale fase innovativa fu l’artista Aldo Ajò (Gubbio 1901-1982) che in gioventù lavorò alla Rubboli come designer diffondendo un gusto nuovo, anche se le opere moderne rappresentavano una percentuale ridotta nella produzione della ditta, ancora principalmente orientata verso uno stile alla maniera antica.
Nella vetrina cilindrica allestita all’interno della fornace sono ospitati due vasi attribuibili all’Ajò e un piatto con la sua firma, preziose evidenze di un momento altamente creativo della manifattura.
È presente anche un vaso cubista della Salamandra di Perugia, ascrivibile al suo fondatore Davide Fabbri, segno dello spirito innovativo che nel periodo tra le due guerre aveva investito la ceramica italiana.

### Sala Lorenzo e Alberto Rubboli –Sala della Smaltatura

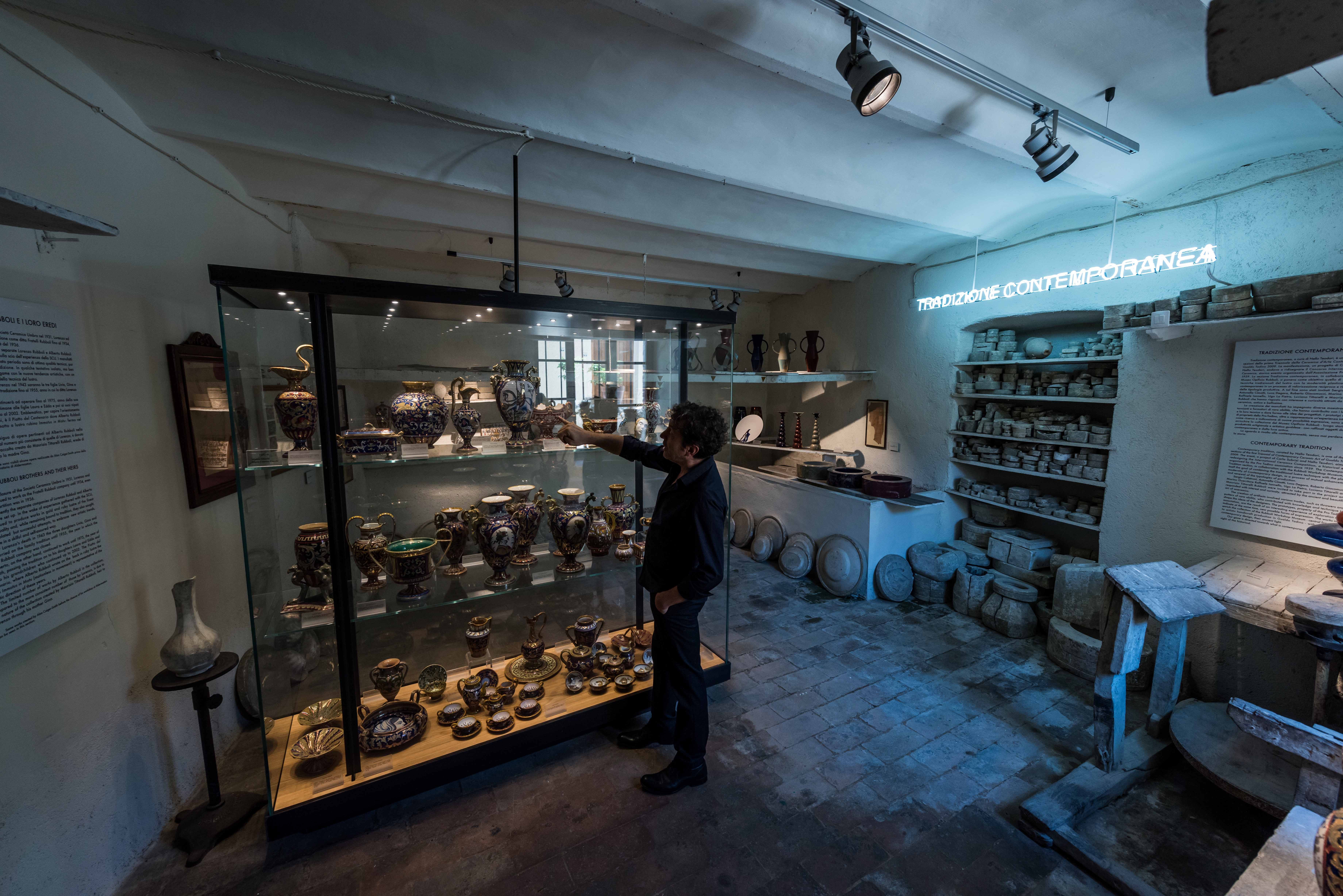
Sala della Smaltatura

La sala, dotata di una vasca adibita alla smaltatura delle ceramiche prima del secondo fuoco e alla raccolta degli scarti di argilla, oltre che di un tornio e di un soppalco per l’essiccazione, esibisce maioliche prodotte dagli anni trenta agli anni cinquanta ad opera dei fratelli Rubboli, documentando la continuità della ditta, attraverso i vari eredi, fino alla fine del XX secolo.
La sezione Tradizione contemporanea completa il percorso, annoverando lavori di alcuni designers, come Sergio Calatroni, Antonella Cimatti, Luca Degara, Marino Guerritore e Ugo La Pietra, lustrati da Maurizio Tittarelli Rubboli in occasione della Triennale della Ceramica d’Arte di Gualdo Tadino del 2009, a cura di Carla Subrizi e Nello Teodori.
Sono presenti inoltre tre opere del ceramista e studioso del lustro Alan Caiger Smith, presidente onorario del museo, tra le quali si trova la ciotola cotta da lui stesso in uno dei forni a muffola dell’opificio nel 2010.

### Laboratorio/Archivio

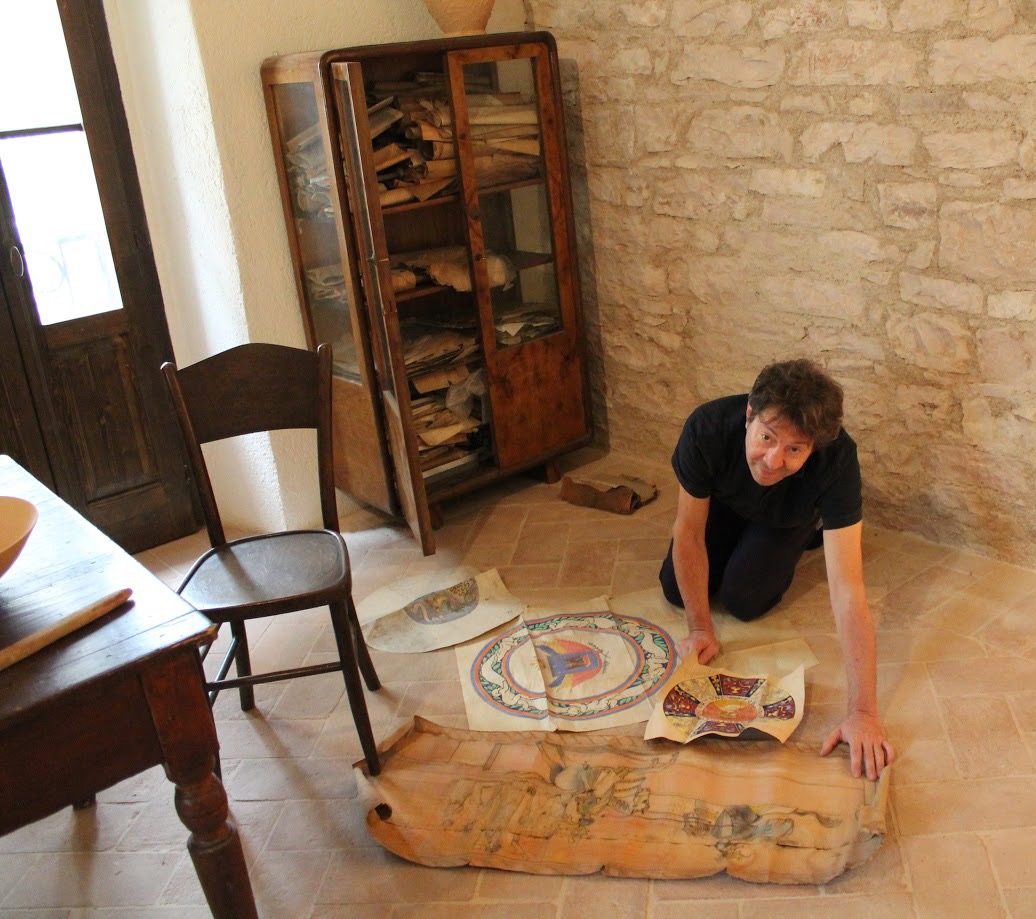
Laboratorio Archivio

Dalla prima sala si accede attraverso una scalinata a un ambiente sopraelevato che un tempo costituiva il laboratorio di pittori e decoratori, mentre attualmente custodisce l’archivio della manifattura e un nucleo di disegni in fase di catalogazione, vincolato dalla Soprintendenza Archivistica dell’Umbria.
Nel 2019 l'archivio privato dell’Opificio Rubboli ha ottenuto la “dichiarazione di notevole interesse storico” dalla Direzione Generale Archivi della Sovrintendenza Archivistica e Bibliografica

### Sala delle Muffole –Sala del Riverbero

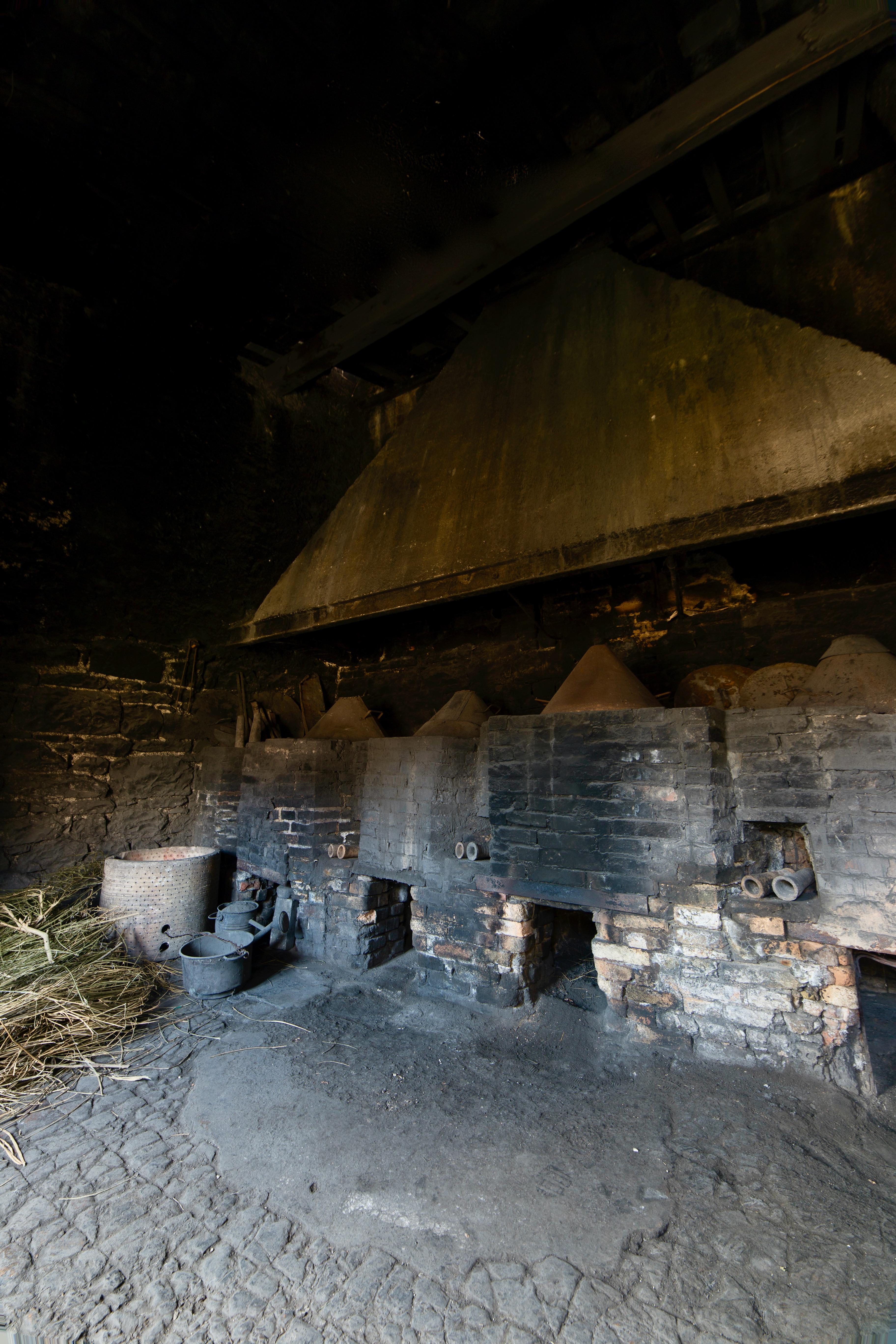
Sala del Riverbero

Il locale dei forni a muffola è collocato all’esterno dell’opificio e a un livello rialzato, oltre il cortile antistante, su un praticello bordato da alberi da frutto cui si accede attraverso una breve gradinata.
Al suo interno si trovano i quattro forni a muffola costruiti da Paolo nel 1884, anneriti dallo spesso strato di fuliggine che ricopre anche il pavimento, le pareti e il soffitto, creando un effetto molto suggestivo. A terra sono accatastate fascine di ginestra, impiegate per attivare il processo di ossidoriduzione con cui si ottiene il lustro. Una teca trasparente contiene poi i provini, piccoli campioni rettangolari di maiolica a lustro, usati per verificare la qualità dei lustri ottenuti.
La sala ospita un’opera contemporanea dell’artista Bruno Ceccobelli, Giovane Innocenza (2015), ispirata alla figura di Paolo Rubboli.

## Proprietà e gestione
Il Museo Opificio Rubboli è di proprietà del Comune di Gualdo Tadino che ne ha curato il restauro, su progetto degli architetti Maria Carmela Frate e Nello Teodori, aprendolo al pubblico il 15 gennaio del 2015. La proprietà comunale riguarda inoltre circa un terzo della collezione di maioliche, mentre le altre, appartenenti a Maurizio Tittarelli Rubboli, sono in comodato d’uso presso il museo. 
Il magazzino, situato nel cortile di fronte all’opificio e attualmente adibito a showroom, nonché a biglietteria durante l’orario di apertura del museo, è proprietà di Maurizio Tittarelli Rubboli, insieme al giardino, nel quale è consentito l’ingresso ai visitatori. 
L’accesso al museo è garantito dal Polo Museale di Gualdo Tadino che lo gestisce per conto del comune, mentre l’Associazione Culturale Rubboli si occupa di conservazione, promozione e ricerca, contribuendo a rendere il Museo Opificio Rubboli un centro attivo e dinamico, attraverso pubblicazioni, mostre, convegni ed eventi.
Conservatore museale: Maurizio Tittarelli Rubboli
Curatrice: Marinella Caputo

## Galleria d'immagini

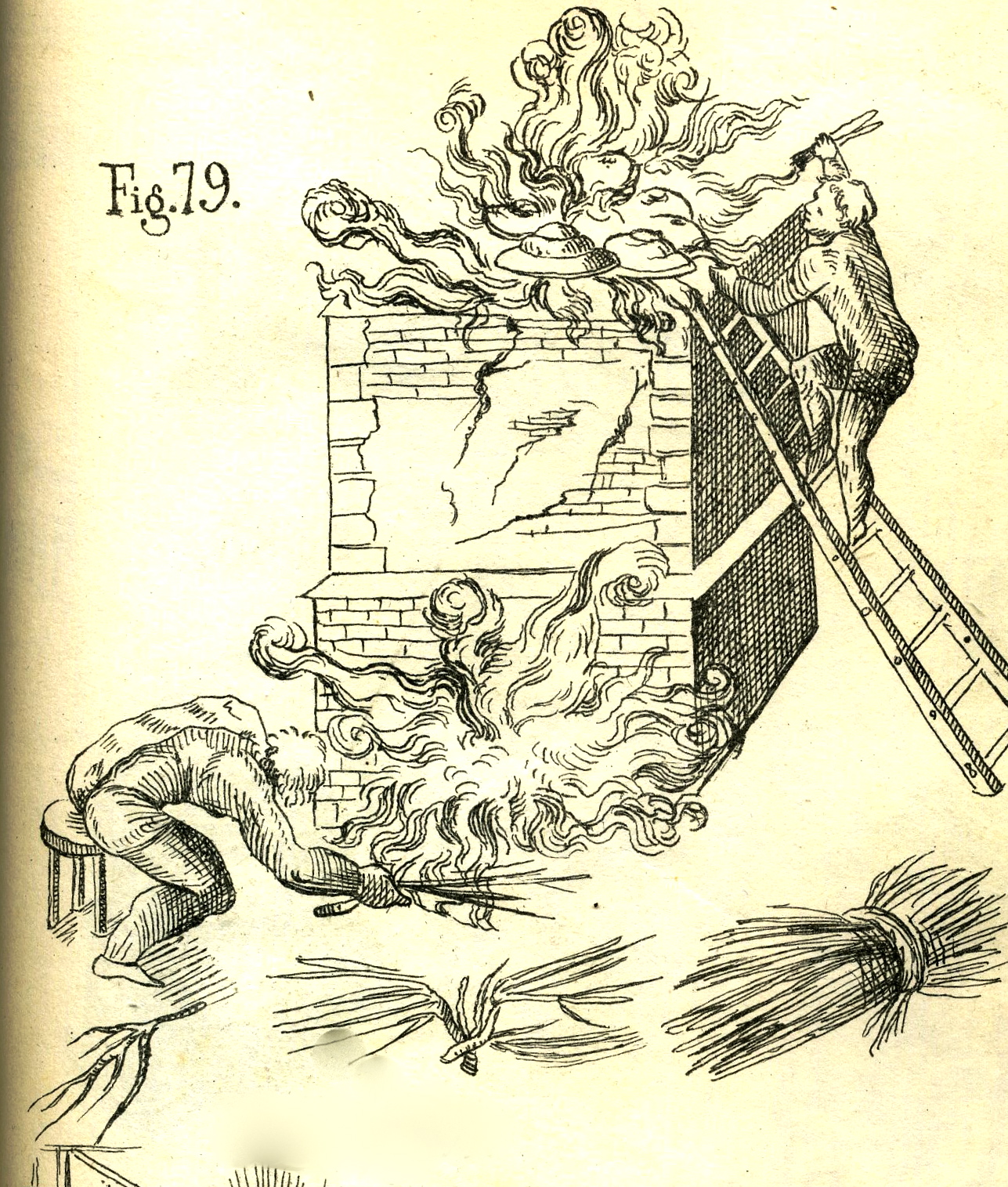
Illustrazione del forno a muffola nell'opera di Cipriano Piccolpasso "Li tre libri dell’arte del vasaio"(1558)
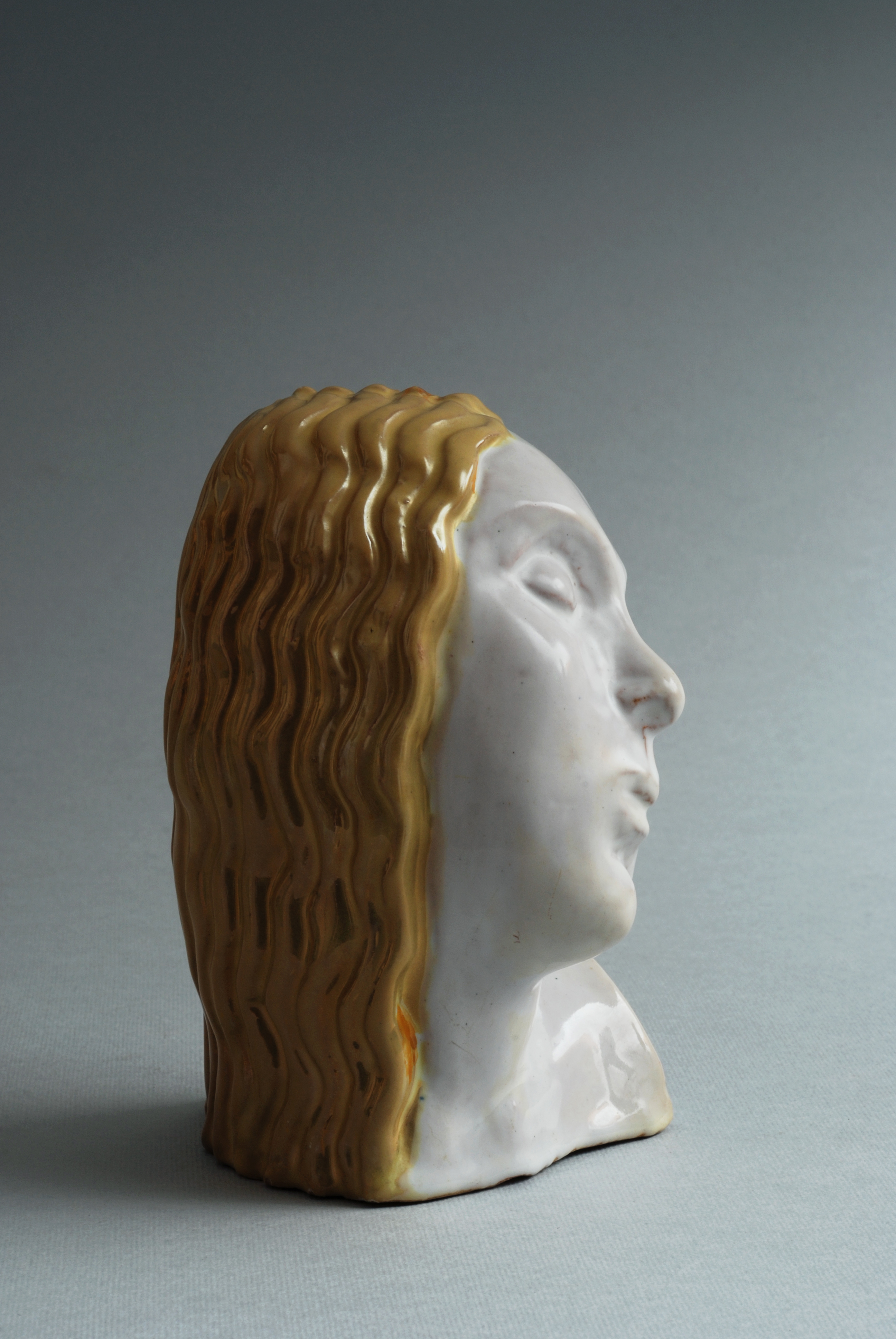
Aldo Ajò, Testa di donna
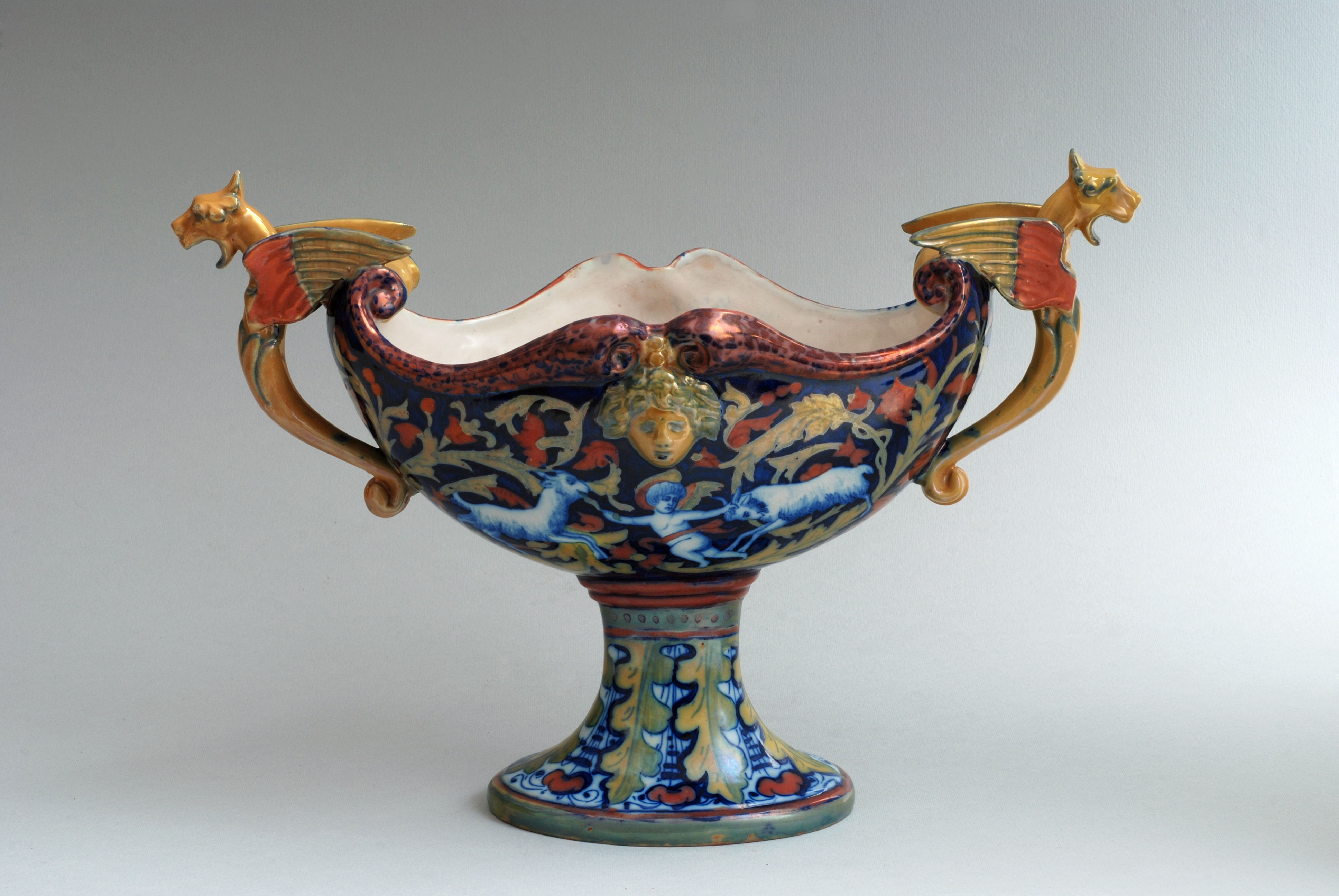
Daria Rubboli, Fioriera
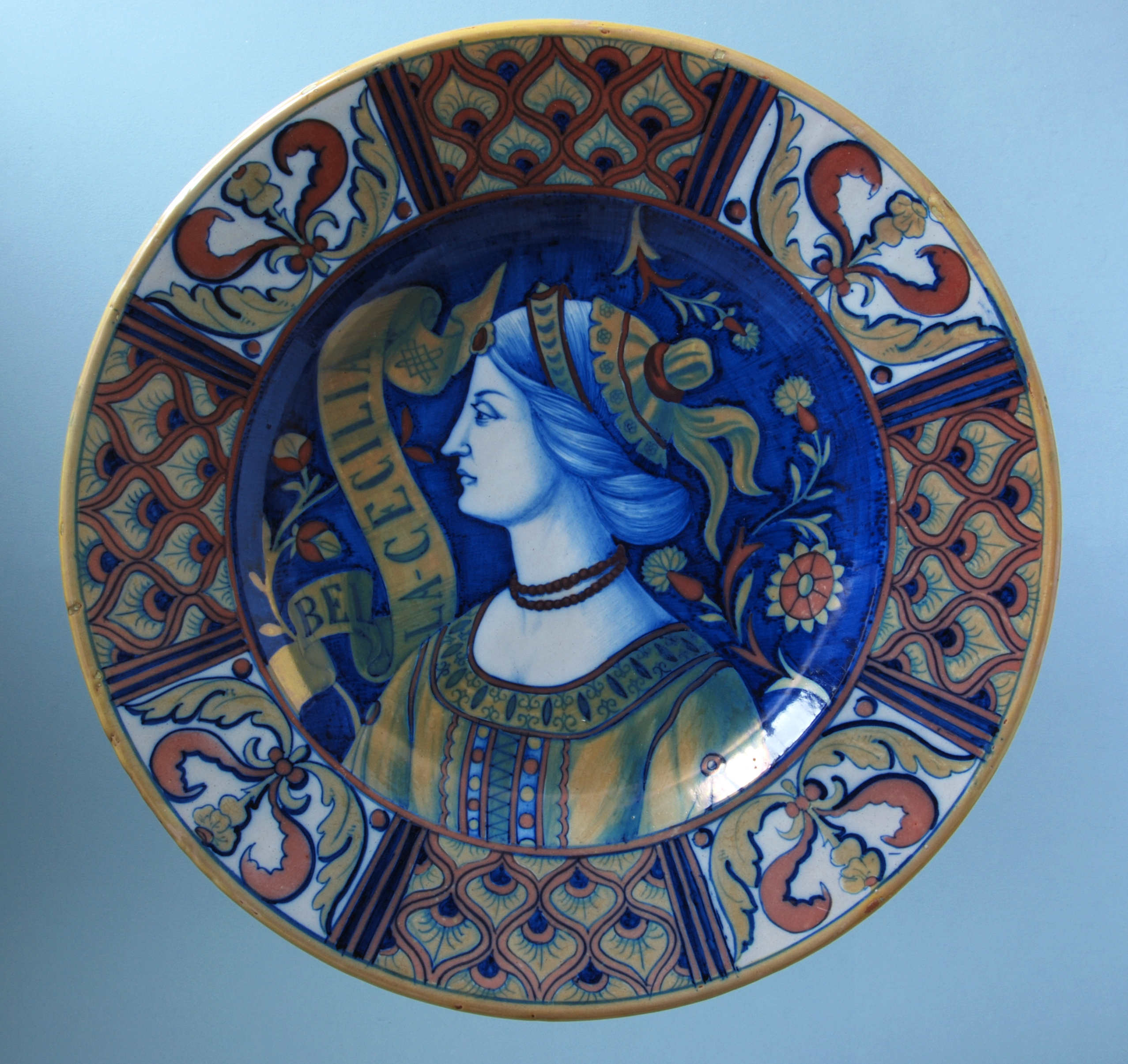
Daria Rubboli, Piatto da pompa
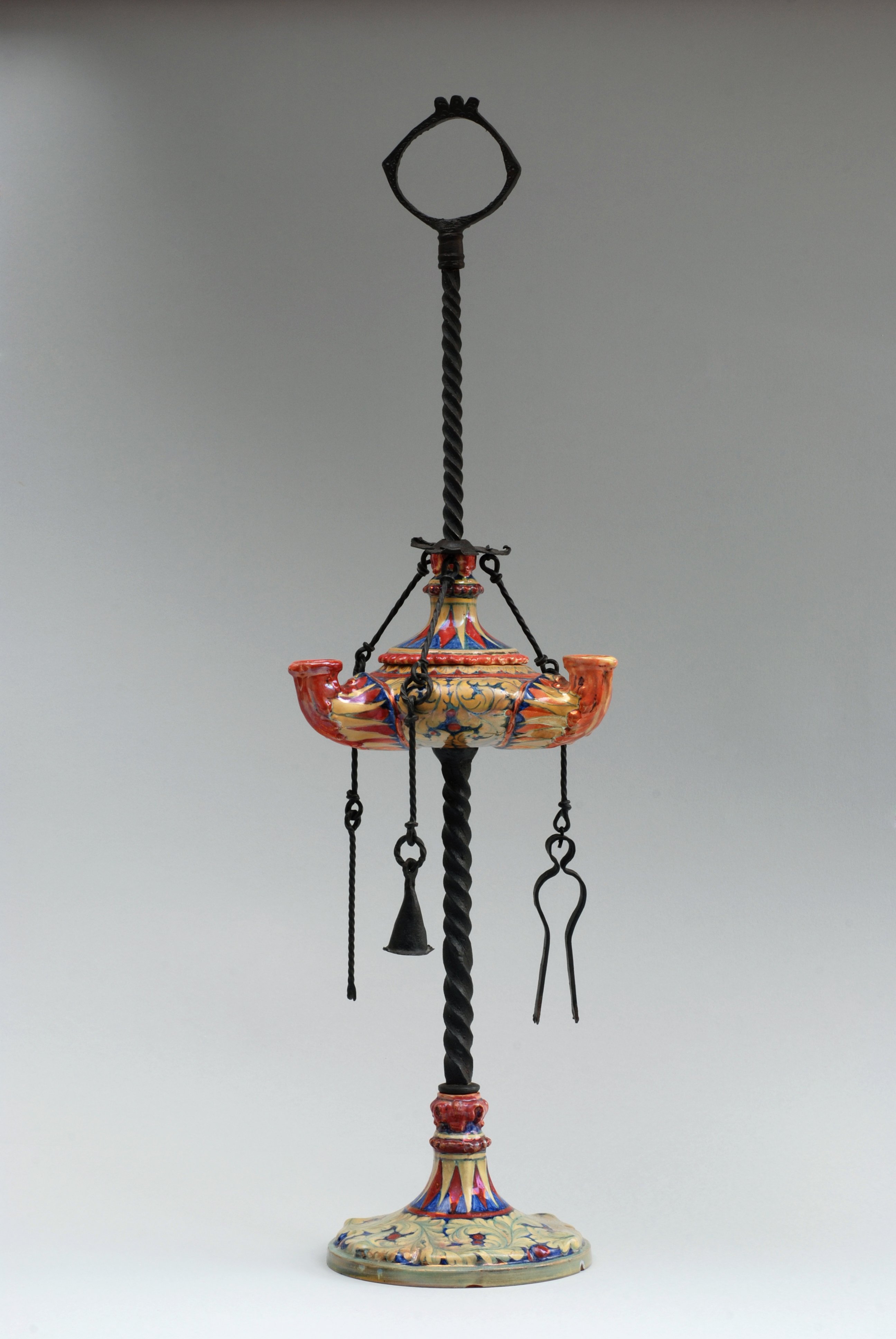
Società Ceramica Umbra – Paolo Rubboli, Lucerna a tre becchi
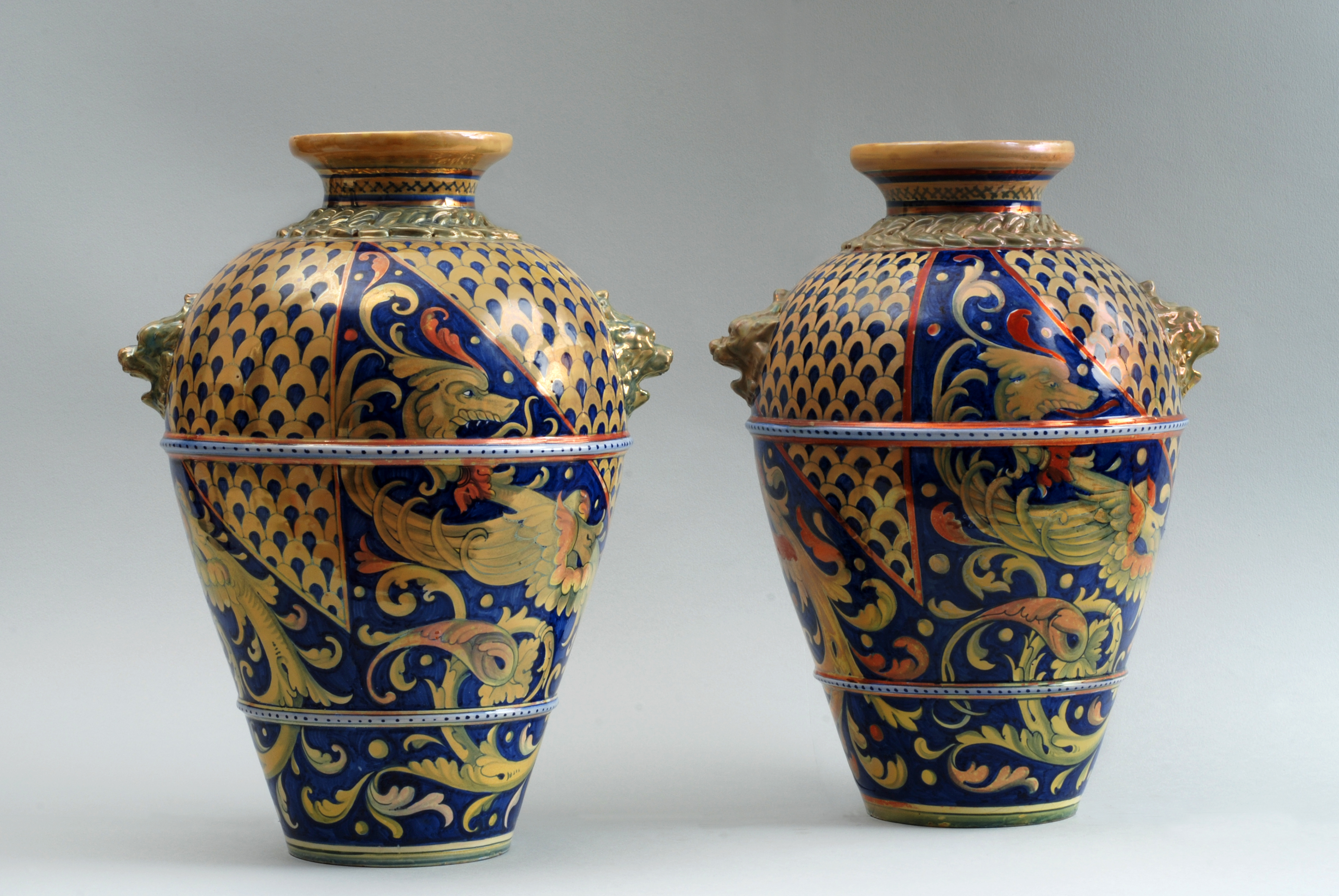
Fratelli Rubboli, Coppia di Vasi a ziro con mascheroni
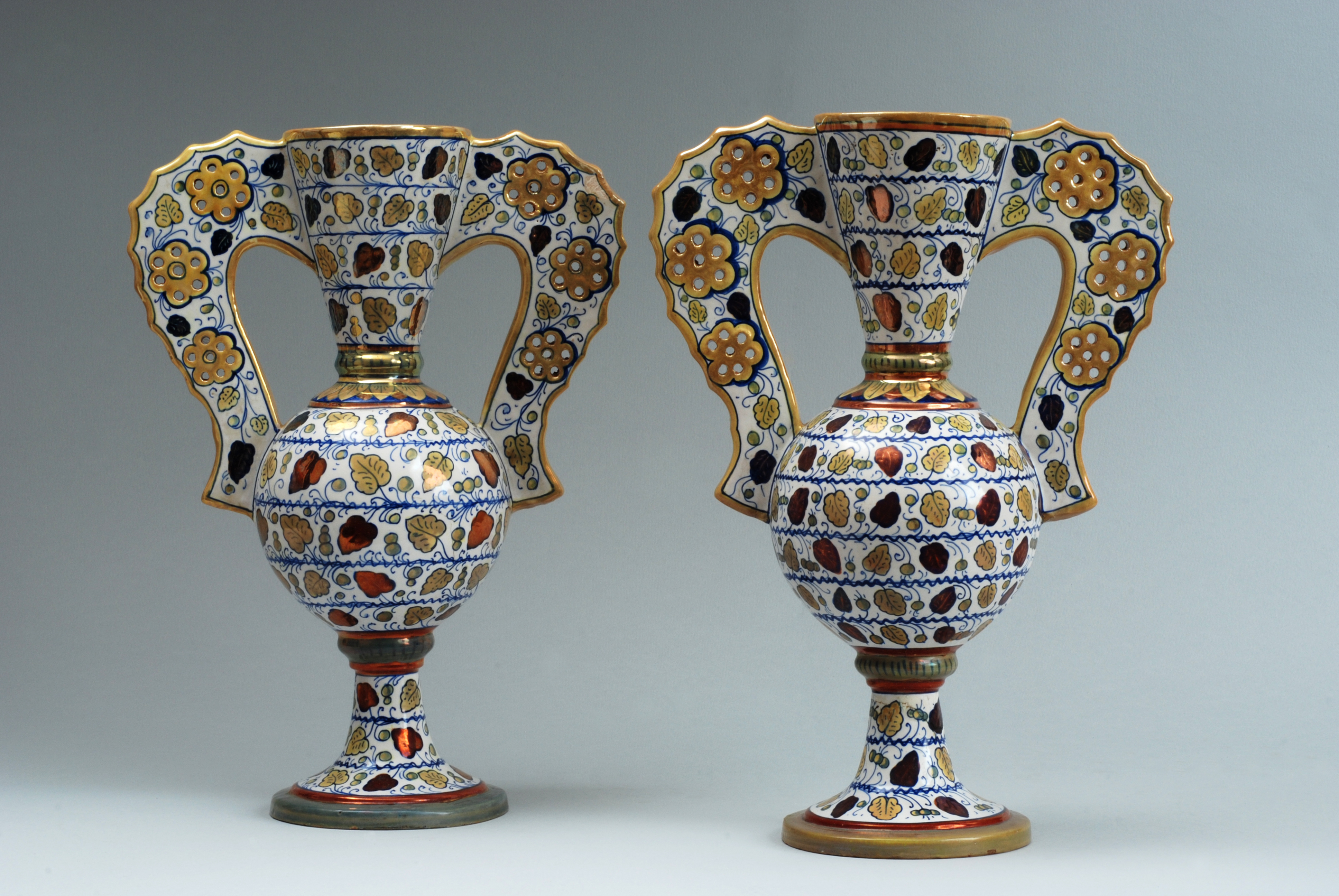
Fratelli Rubboli, Coppia di Vasi moreschi
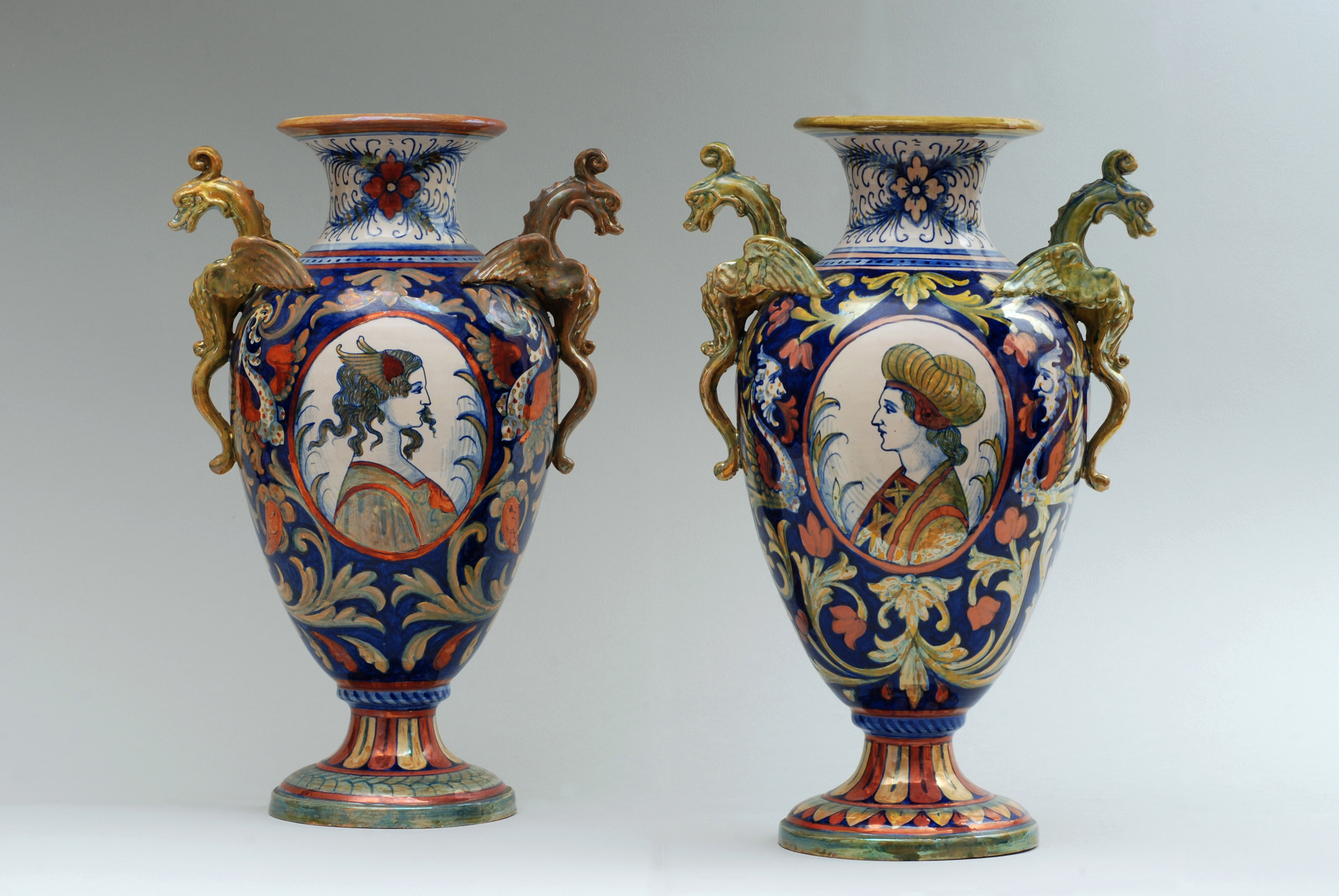
Lorenzo Rubboli, Coppia di Vasi
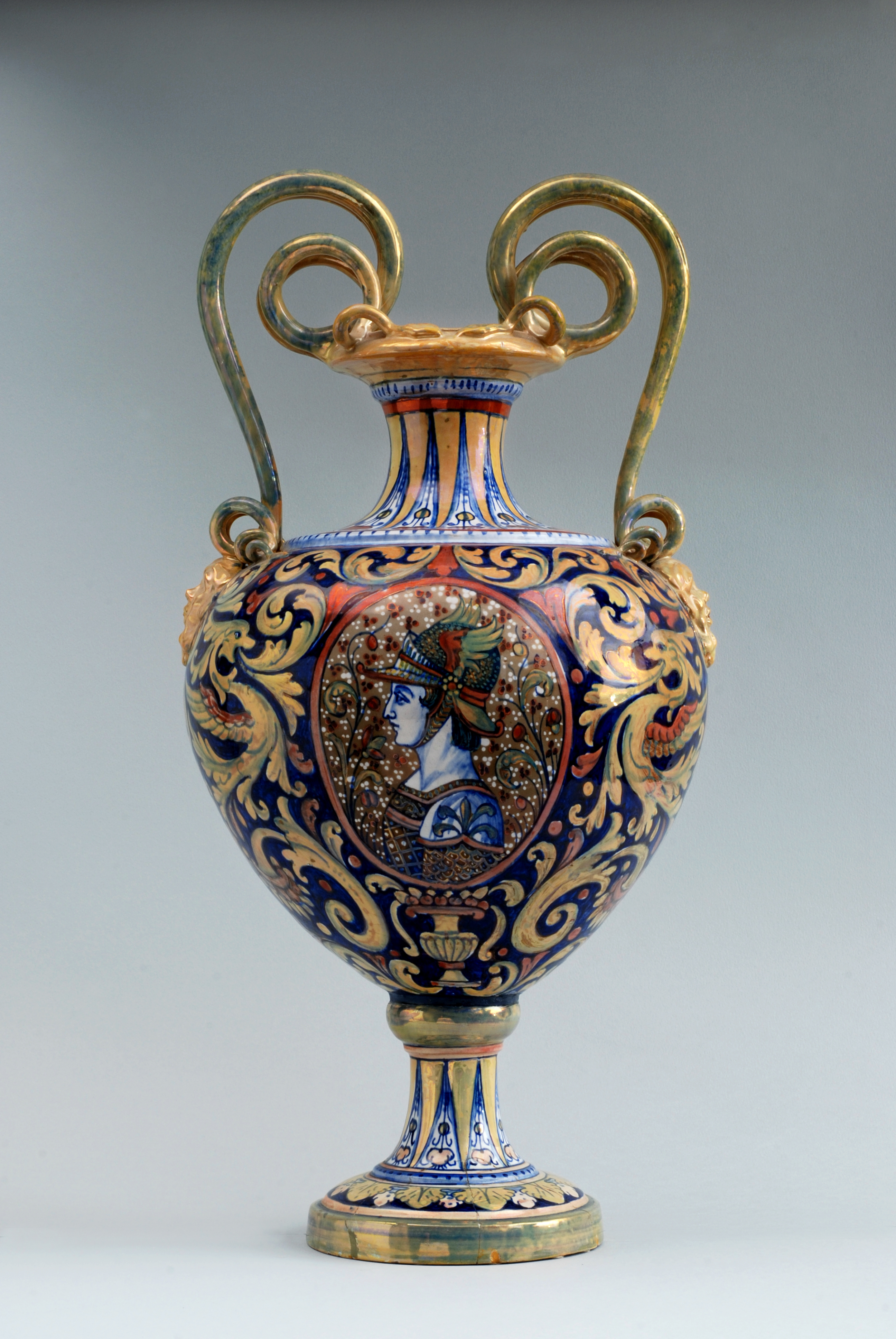
Lorenzo Rubboli, Vaso anfora istoriato
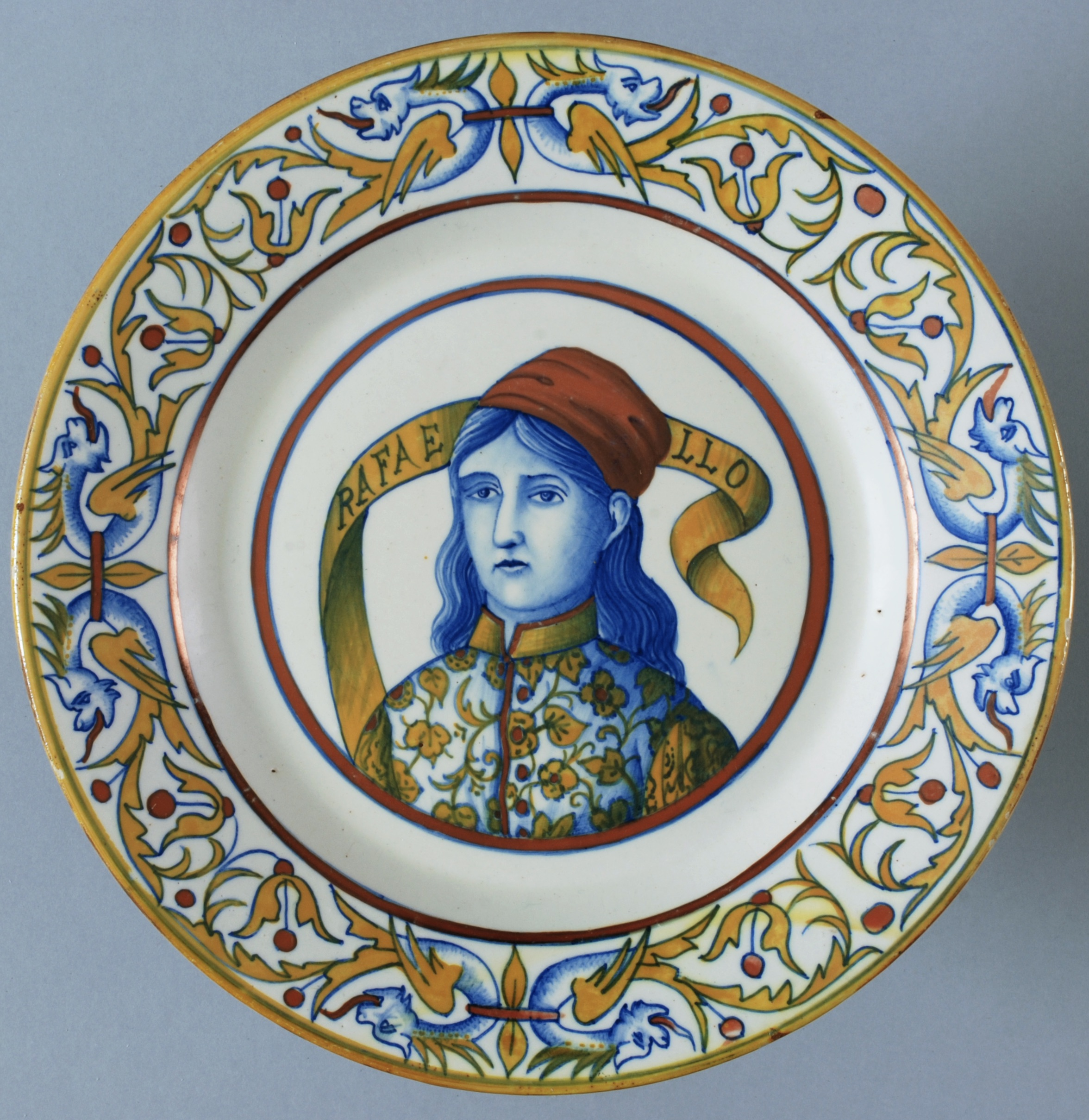
Paolo Rubboli, Piatto con Raffaello
Paolo Rubboli, Piatto da pompa
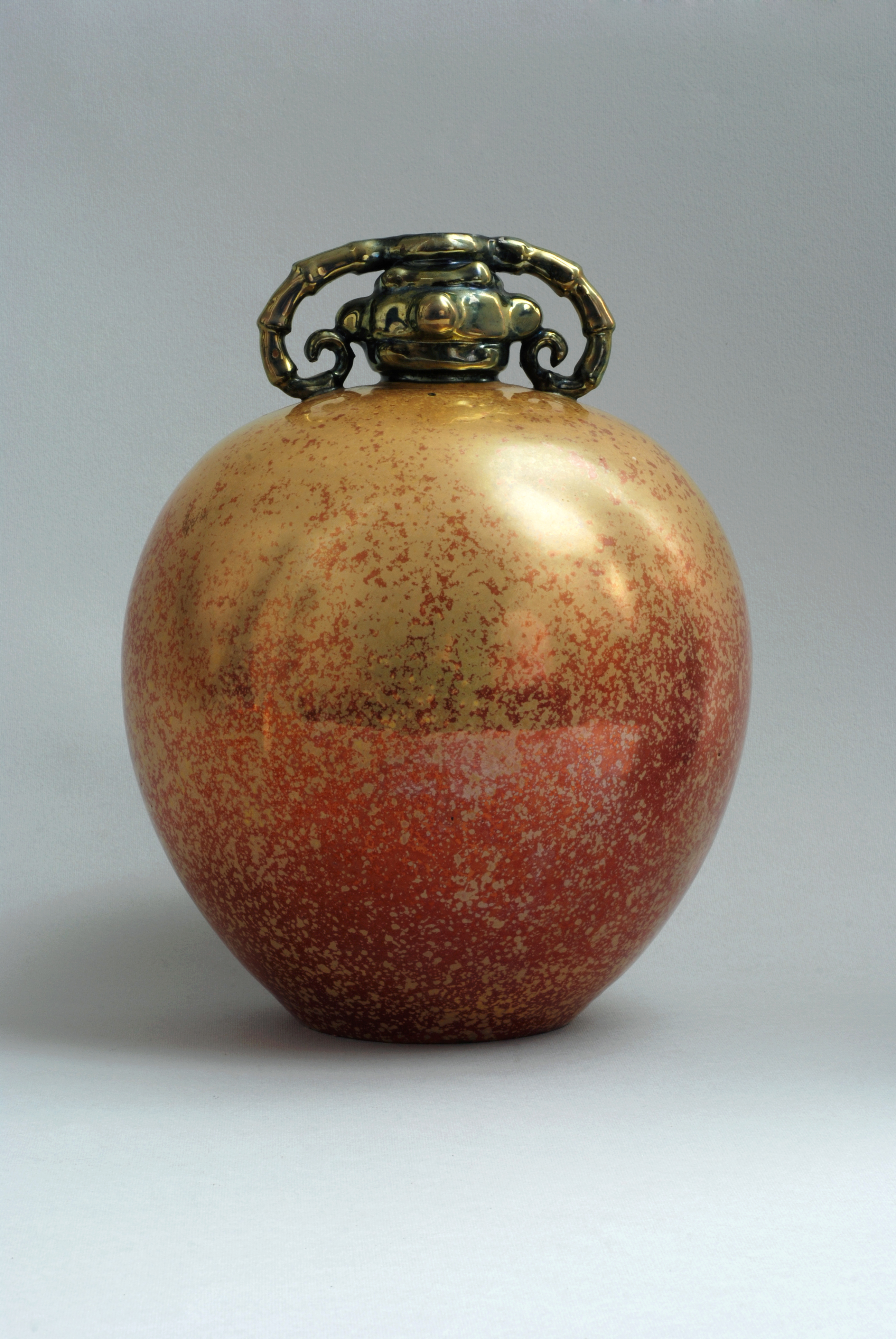
Società Ceramica Umbra – Paolo Rubboli, Vaso a palla moderno